# 미즈타 나오마사
미즈타 나오마사(일본어: 水田直昌, 1897년 ~ 1985년)는 일본의 재무관료이다.

## 생애
아이치현 사람으로, 미즈타 나오아쓰(水田直温)의 맏아들이다. 1921년, 고등문관시험에 합격하고 도쿄 제국대학 법학부를 졸업한 뒤 대장성 이재국(理財局)에 근무하며 국제 금융, 동아시아 경제사정 조사 등의 업무를 담당하였다. 이후 주무국(主務局)으로 옮겨가 후쿠오카시 및 오사카시 미나미(南) 세무서장 등에 임명되었다.
1925년 1월, 조선총독부 재무국 사무관이 되어 조선으로 건너왔다. 이재과 세무관으로 근무한 뒤 1928년 4월에 사계과장(司計課長)으로 예산 결산 사무를 담당하였다. 1937년에는 재무과장이 되었고, 조선사 편수회 위원을 겸하였다.
패전 후인 1947년에는 가쿠슈인의 상무이사가 되었고, 옛 식민지 조선 관련인들의 모임인 동화협회(나중의 중앙일한협회)의 발족 멤버였다.

## 참고 문헌
- 기다 주에(貴田忠衛), 《쇼와 10년판 조선인사흥신록》, 조선인사흥신록편찬부, 1935년